# È troppo facile (singolo)
È troppo facile è un singolo della cantautrice italiana Meg, pubblicato nel 2008 come secondo estratto dal secondo album in studio Psychodelice. 

## Descrizione
Meg ha dichiarato: 
"Qui parlo d'amore come forse solo noi napoletani sappiamo fare: usando toni melò, ma col sorriso in bocca. Volevo parlare di seduzione, quella che può esercitare su di te una persona incredibilmente affascinante alla quale cerchi disperatamente di resistere, ma da subito sai che cadrai nella sua trappola, anzi, sai che ti ci lascerai cadere, quasi come vittima sacrificale volontaria! "Sorridimi ancora così prima di uccidermi"…senza rendermene conto, scrivendo queste parole, ho in parte rievocato "Indifferentemente", una delle canzoni napoletane per eccellenza, in cui amore e morte non possono fare a meno di comporre il loro fatidico passo a due.
Dietro questa poetica della passione travolgente, c'è per me, implicita, l'idea che, sì, sarà pure fin troppo facile "innamorarsi di te", ma la cosa difficile sarà costruire un sentimento più sano, reale, consistente, adulto, duraturo: l'amore, appunto, non l'innamoramento. Quello è sin troppo facile.
Una celestiale arpa elettronica sta a rappresentare l'incantamento, la cassa in quattro incalzante è il batticuore accelerato della preda consapevole di essere stata catturata dal lupo e di lì a poco, sbranata."

## Video musicale
Il videoclip, diretto da Umberto Nicoletti e Francesco Meneghini, è uno tra più particolari di Meg. Qui la cantante non è presente concretamente, ma è stata sparticellata con un software curato dall'austriaco Hansi Raber.